# Europa-Parlamentsvalget 2004
Europa-Parlamentsvalget 2004 blev afholdt i Danmark den 13. juni 2004. Valgdeltagelsen var 47,9 procent. Danmark valgte 14 medlemmer til Europa-Parlamentet, i modsætning til de hidtidige 16 medlemmer, da fordelingen af mandater mellem landene blev ændret i forbindelse med udvidelsen af EU.

## Valget i EU
I de øvrige 24 medlemslande blev valget afholdt fra 10. til 13. juni. Der blev i alt valgt 732 medlemmer til parlamentet. Den samlede valgdeltagelse for hele unionen var 45,6 procent. Den var lavest i Slovakiet (17,0 %) og Polen (20,9 %). Også Estland, Slovenien og Tjekkiet havde valgdeltagelse på under 30 procent. Blandt de lande hvor det er frivilligt at stemme, var valgdeltagelsen højest på Malta (82,4 %) og i Italien (73,1 %). Den højeste valgdeltagelse fandt sted i Belgien (90,8 %) og Luxembourg (90,0 %), som begge har stemmepligt.

## Eksterne kilder og henvisninger
- Lands- og kredsresultater, Indenrigsministeriet Arkiveret 8. april 2009 hos  Wayback Machine.